# مسابقات قهرمانی سلاح‌های بادی آسیا ۲۰۱۵

## خلاصه مدال

### مردان
| بازی‌ها                  | طلا                                                          | نقره                                                                 | برنز                                                                            |
| تپانچه بادی ۱۰ متر      | سپهر صفاری · ایران                                           | گورپریت سینگ (تیرانداز ورزشی) · هند                                  | جیتو رای · هند                                                                  |
| تیمی تپانچه بادی ۱۰ متر | هند · گورپریت سینگ (تیرانداز ورزشی) · اومکار سینگ · جیتو رای | قزاقستان · ولادیمیر ایساچنکو · ویاچسلاو پودلسنی · رشید یونسمتوف      | عربستان سعودی · عطاالله العنزی · عقیل البادرانی · محمد المالکی (تیرانداز ورزشی) |
| تفنگ بادی ۱۰ متر        | آبهیناو بیندرا · هند                                         | یوری یورکوف · قزاقستان                                               | یو جائه-چول · کرهٔ جنوبی                                                         |
| تیم تپانچه بادی ۱۰ متر  | هند · آبهیناو بیندرا · گاگان نارانگ · چاین سینگ              | کره جنوبی · کیم دا-جین · کیم تائه گون (تیرانداز ورزشی) · یو جائه چول | عربستان سعودی · مسفر الامانی · فایز العانزی · مبارک الدوساری                    |

### بانوان
| بازی‌ها               | طلا                                                            | نقره                                                               | برنز                                                  |
| 10 m air pistol      | Heena Sidhu · هند                                              | Shweta Chaudhary · هند                                             | Kim Seon-a · کرهٔ جنوبی                                |
| 10 m air pistol team | هند · Shweta Chaudhary · Yashaswini Singh Deswal · Heena Sidhu | سری‌لانکا · Ruwani Abeymanne · Tharanga Dilrukshi · Amali Kulatunga | هنگ کنگ · Chik Yuen Shan · Lo Ka Kay · Shing Ho Ching |
| 10 m air rifle       | Jasmine Ser · سنگاپور                                          | الهه احمدی · ایران                                                 | Ayonika Paul · هند                                    |
| 10 m air rifle team  | ایران · الهه احمدی · نرجس امامقلی نژاد · مه‌لقا جام بزرگ        | هند · Apurvi Chandela · Pooja Ghatkar · Ayonika Paul               | کره جنوبی · Kim Bo-min · Lee Hye-jin · Song Chae-won  |

## جدول مدال
| رتبه           | کشور           | طلا | نقره | برنز | مجموع |
| -------------- | -------------- | --- | ---- | ---- | ----- |
| ۱              | هند            | ۵   | ۳    | ۲    | ۱۰    |
| ۲              | ایران          | ۲   | ۱    | ۰    | ۳     |
| ۳              | سنگاپور        | ۱   | ۰    | ۰    | ۱     |
| ۴              | قزاقستان       | ۰   | ۲    | ۰    | ۲     |
| ۵              | کرهٔ جنوبی      | ۰   | ۱    | ۳    | ۴     |
| ۶              | سری‌لانکا       | ۰   | ۱    | ۰    | ۱     |
| ۷              | عربستان سعودی  | ۰   | ۰    | ۲    | ۲     |
| ۸              | هنگ کنگ        | ۰   | ۰    | ۱    | ۱     |
| مجموع (۸ کشور) | مجموع (۸ کشور) | ۸   | ۸    | ۸    | ۲۴    |